# Odranec (hrad)
Odranec (též Hrádek) je zřícenina hradu v obci Horka II v části Hrádek. Zřícenina je od 31. prosince 1966 zapsána v seznamu kulturních památek.

## Historie

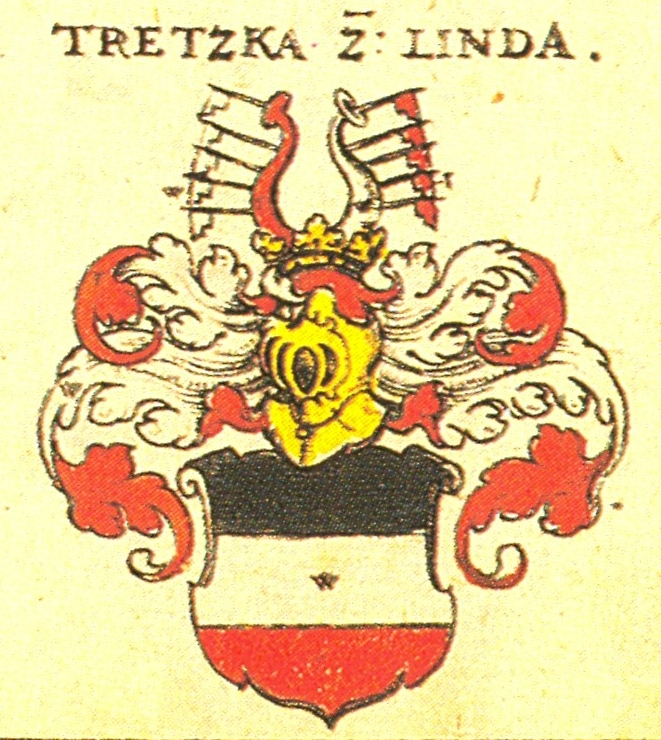
Erb Trčků z Lípy

Místo hradu patřilo na počátku 14. století k statku Borovsko, jenž vlastnil Procek z Volfemberka. Samotný hrad založil kolem poloviny 14. století pravděpodobně právě Procek, když si se svým bratrem Markvartem rozdělili panství po jejich otci. V blízkosti hradu zároveň existoval farní kostel sv. Filipa a Jakuba, u něhož je mezi lety 1369–1372 Procek zmíněn. V 70. letech 14. století začal na Odranci spolu s Prockem panovat jeho synovec Procek mladší. Na přelomu 14. a 15. století správu hradu převzal Erhard z Volfemberka, zřejmě syn Procka staršího. K roku 1407 je zaznamenán jeho patronát u místního kostela, přičemž téhož roku bylo poprvé jméno hradu zapsáno jako Hrádek neboli Odranec, aby se dal odlišit od jiných hrádků. Erhard zplodil syny Zdeňka a Markvarta, kteří hrad převzali po Erhardově smrti. Zdeněk zemřel roku 1457, rok předtím (1456) však ještě stihl věnovat jisté majetky na Odranci své manželce Elišce. Jelikož Zdeněk po sobě nezanechal žádné potomky, Odranec připadl jako odúmrť králi Ladislavu Pohrobkovi. V roce 1458 se majitelem Odrance stal Václav z Kocourova a Kamenice, jenž jej získal od krále Jiřího z Poděbrad. Po něm hrad získal Prokop ze Zhoře, který ovšem roku 1461 zemřel, a tudíž byl hrad opět provolán za odúmrť. Po nárocích ze strany jiných velmožů nakonec Odranec připadl v roce 1463 Prokopu Karlíkovi ze Chřenovic a Janovi, synu bývalého vlastníka Prokopa ze Zhoře. Později se k roku 1474 prameny zmiňují o Janu z Říčan a na Hrádku, snad majiteli Odrance. Posléze hrad nabyli do vlastnictví Trčkové z Lípy, jejichž správa hradu je doložena k roku 1533, a připojili jej k vlašimskému panství. Za doby Trčků z Lípy hrad s dvorem zpustl a v budoucnu již nebyl obnoven. Zdeněk Trčka z Lípy jej roku 1537 předal svému strýci Janu staršímu Trčkovi z Lípy, jehož potomci majetek rozprodali, načež se Odranec v roce 1548 dostal do rukou Adama z Říčan a na Zásmucích. Ten rovněž zakoupil nesmiřické panství, s nímž Odranec splynul v jeden statek.

## Popis
Hrad stál na konci ostrožny, od níž ji oddělovaly hluboké a široké příkopy, vedle řeky Želivky. Hrad byl poměrně malý, do roku 1971 bylo možno nalézt pozůstatky valů, sklep a příkopy. Na místě byly později vysázeny stromy. Stopy po hradu však mezi lety 1971–1975 zmizely v souvislosti s výstavbou vodní nádrže Želivky, jež zatopila zbytky zástavby.